# Крам (Техас)
Крам (англ. Krum) — місто (англ. city) в США, в окрузі Дентон штату Техас. Населення — 5483 особи (2020).

## Географія
Крам розташований за координатами 33°15′51″ пн. ш. 97°13′34″ зх. д. / 33.26417° пн. ш. 97.22611° зх. д. (33.264279, -97.226163).  За даними Бюро перепису населення США в 2010 році місто мало площу 6,37 км², з яких 6,36 км² — суходіл та 0,01 км² — водойми.

## Демографія
Згідно з переписом 2010 року, у місті мешкало 4157 осіб у 1439 домогосподарствах у складі 1138 родин. Густота населення становила 653 особи/км².  Було 1598 помешкань (251/км²).
Расовий склад населення:
| - 91,2 % — білих - 1,7 % — чорних або афроамериканців - 1,0 % — азіатів - 0,6 % — корінних американців - 3,7 % — осіб інших рас |

До двох чи більше рас належало 1,9 %. Частка іспаномовних становила 12,9 % від усіх жителів.
За віковим діапазоном населення розподілялося таким чином: 30,8 % — особи молодші 18 років, 61,9 % — особи у віці 18—64 років, 7,3 % — особи у віці 65 років та старші. Медіана віку мешканця становила 31,5 року. На 100 осіб жіночої статі у місті припадало 93,2 чоловіків;  на 100 жінок у віці від 18 років та старших — 89,8 чоловіків також старших 18 років.
Середній дохід на одне домашнє господарство  становив 86 307 доларів США (медіана — 77 692), а середній дохід на одну сім'ю — 91 115 доларів (медіана — 88 529). За межею бідності перебувало 3,1 % осіб, у тому числі 1,3 % дітей у віці до 18 років та 5,8 % осіб у віці 65 років та старших.
Цивільне працевлаштоване населення становило 2501 особа. Основні галузі зайнятості: освіта, охорона здоров'я та соціальна допомога — 21,8 %, виробництво — 11,4 %, публічна адміністрація — 9,8 %, роздрібна торгівля — 9,3 %.